# .vg
.vg је највиши Интернет домен државних кодова (ccTLD) за Британска Девичанска Острва.